# Vigantice
Vigantice (deutsch Wigantitz, älter Wiegandsdorf) ist eine Gemeinde in Tschechischen Republik.

## Lage und Einwohner
Vigantice liegt im Nordosten des Landes im Bezirk Vsetín in der Region Zlínský kraj. Am 3. Juli 2006 hatte es 938 Einwohner.

## Geschichte
Die erste urkundliche Erwähnung von Vigantice fand im Jahr 1411 statt.

## Söhne und Töchter der Gemeinde
- Milan Baroš (* 1981), tschechischer Fußballspieler